# Libertarisme
Het libertarisme is een politieke filosofie die individuele vrijheid en zelfbeschikking als kernwaarden ziet. De term komt van het Latijnse libertas, wat 'vrijheid' betekent. Binnen het libertarisme streven mensen, bekend als libertariërs, naar maximale individuele vrijheid en soevereiniteit op zowel persoonlijk als nationaal niveau. Een voorwaarde daarvoor is dat de overheidsinmenging beperkt blijft, zodat individuen autonoom hun keuzes kunnen maken.

Ama-gi, vrijheid in het Sumerisch, wordt door sommige libertariërs als logo of symbool gehanteerd.

Een belangrijk principe binnen het libertarisme is het non-agressieprincipe, dat inhoudt dat individuen geen geweld of dwang tegen anderen mogen initiëren, behalve als zelfverdediging. Het libertarisme kent ook een diepgewortelde scepsis tegenover autoriteit, staatsmacht, oorlogvoering, militarisme en nationalisme. Hoewel libertariërs over het algemeen hetzelfde streven delen naar individuele vrijheid, kunnen ze verschillen in de mate waarin ze zich verzetten tegen bestaande economische en politieke systemen.
De term 'libertair' wordt soms als synoniem voor anarchisme gebruikt, dat zich ontwikkelde vanuit anti-autoritaire en zelfsturende denkrichtingen in de 19e eeuw.
Oorspronkelijk was libertarisme verbonden met linkse politieke ideeën, zoals anti-autoritaire en anti-staatssocialisten, waaronder anarchisten en libertaire communisten c.q. marxisten. Deze groepen streefden naar het afschaffen van kapitalisme en privébezit van productiemiddelen, ten gunste van gemeenschappelijk of coöperatief eigendom en beheer. Ze zagen privébezit als een barrière voor ware vrijheid.
Er zijn echter ook linkse libertariërs die individuele rechten ondersteunen maar zich richten op een meer egalitaire verdeling van natuurlijke hulpbronnen. Deze ideologie omvat diverse anarchistische denkscholen, groene politiek en marktgericht links libertarisme.
In de loop van de 21e eeuw won het libertaire socialisme aan populariteit, vooral binnen anti-oorlog-, anti-kapitalistisch- en anti-globalisatiebewegingen. Tegelijkertijd ontstond er een verschuiving richting rechts-libertarisme in de Verenigde Staten. In de jaren '50 van de 20e eeuw begonnen Amerikaanse aanhangers van anarcho-kapitalisme en minarchisme de term libertarian te gebruiken om pleidooi te houden voor ongeremd kapitalisme en sterke private eigendomsrechten, met name in land, infrastructuur en natuurlijke hulpbronnen. Deze vorm van libertarisme kreeg in de VS veel aanhang als reactie op het progressivisme en economisch interventionisme na de Grote Depressie en de New Deal.
Sinds de jaren '70 verspreidde het rechts-libertarisme zich internationaal, met partijen in het VK, Israël en Zuid-Afrika. Minarchisten pleiten voor een 'nachtwakersstaat' die alleen essentiële overheidsfuncties behoudt om natuurlijke rechten te waarborgen. Anarcho-kapitalisten gaan nog verder en streven naar volledige vervanging van overheidsinstanties door private entiteiten. In 2023 werd Javier Milei verkozen tot president van Argentinië, waarmee hij het eerste libertaire staatshoofd ter wereld is.

## Definitie
Libertairen zijn voorstanders van een zo groot mogelijke persoonlijke vrijheid. Het libertarisme kent een linkervleugel, die overheidsingrijpen accepteert om persoonlijke vrijheden te beschermen en in Europa gevonden kan worden bij een filosoof als Michel Onfray (en in de VS belichaamd wordt door een organisatie als de ACLU) en een rechtse stroming, die een vrijwel bandeloos kapitalisme onder een minimale overheid voorstaat. De rest van dit artikel beschrijft de rechtse variant.
De grondslag van het libertarisme kan worden samengevat in het non-agressieprincipe: "iedereen heeft de vrijheid te doen en laten wat hij wil, zolang hij geen geweld gebruikt om iemands persoon of eigendom aan te tasten (je kunt wel geweld gebruiken als verdediging tegen iemand die deze regel overtreedt)". Geweld wordt in dit verband gedefinieerd als het aantasten van de persoon of het eigendom van een ander zonder toestemming of instemming van die ander, of het dreigen hiermee. Het non-agressieprincipe is de basis voor het voluntarisme.
Het begrip "libertarisch" en de denkstroming libertarisme zijn in de jaren zestig in de Verenigde Staten geïntroduceerd door aanhangers van het 19e-eeuwse klassiek liberalisme, de 'vrije markt', om hun politieke filosofie te kunnen onderscheiden van het in die tijd in de VS dominant geworden progressief liberalisme. Het liberalisme in de VS, en later ook in Europa, werd namelijk synoniem voor een maatschappijvisie waarbij overheidsinterventie in de markt nodig is om vrijheid te creëren.
Oorspronkelijk (1857) verwees de naam 'libertair' (van het Franse libertaire, vertaling vrij) naar het libertaire communisme van Joseph Déjacque. De term werd daarmee in de Latijntalige wereld synoniem voor het anarchisme - en dit geldt ook nog steeds voor het overgrote deel van de wereld buiten de Verenigde Staten. Daar is in de laatste decennia van de twintigste eeuw het begrip libertarian vooral in zwang geraakt door (Murray Rothbard) om de ideologie van de Vrije markt (Laissez-faire) aan te duiden. Om een onderscheid te maken wordt daarom in de Verenigde Staten vaak gesproken van left-libertarian en right-libertarian.
Libertarisme heeft raakvlakken met de politieke opvattingen van het Objectivisme. Libertarisme wordt weleens verward met de levensfilosofie libertinisme. Deze laatste filosofie hangt echter het non-agressieprincipe niet aan.

## Individuele vrijheid en verantwoordelijkheid
Uit het basisprincipe van het libertarisme volgt bijvoorbeeld dat je niet mag stelen, moorden, verkrachten enzovoort. Echter, als iemand anders met geweld begint mag je je wel met geweld verdedigen of laten verdedigen.

## De overheid is nietanders
Dat burgers onderling onderhevig zijn aan de non-agressieregel is algemeen geaccepteerd. Het is bijvoorbeeld niet toegestaan om te stelen, of ongevraagd een huis te betreden. Het libertarisme wijkt af van andere richtingen omdat het deze non-agressieregel ook van toepassing acht op mensen die handelen in opdracht van overheden. Een moord is een moord, ook al wordt deze gepleegd door een soldaat in dienst van een overheid. De reden dat mensen belasting betalen is dat een weigering belasting te betalen uiteindelijk leidt tot geweld van de overheid (inbeslagneming van eigendommen en gelden van de weigeraar en/of vrijheidsberoving) waarmee de overheid zich niet onderscheidt van bijvoorbeeld de maffia. Als het slecht is als een persoon of organisatie iets met geweld afdwingt bij andere personen, dan is het ook slecht als een overheid precies hetzelfde doet.

## Vrije markt
Omdat het libertarisme vindt dat alle relaties tussen mensen onderling gebaseerd moeten zijn op vrijwilligheid, en dat alle handelingen moeten zijn toegestaan behalve het beschikken over andermans leven of eigendom, zijn libertariërs voor een volledig vrijemarkteconomie ofwel puur kapitalisme. Libertariërs stellen dat het reguleren van de economie neerkomt op het reguleren van mensen. Elke regulering anders dan ter bescherming van leven of eigendom (zoals wetten tegen diefstal, fraude, mishandeling en het vervuilen van andermans milieu) zien libertariërs als een ongeoorloofde inbreuk op de vrijheid. De meeste economische regulering (belasting, vergunningenstelsels, sociale fondsen, anti-kartelwetgeving, prijsregulering, minimumlonen enzovoort) wordt daarom als ongeoorloofd gezien, en daarom streven libertariërs naar een volledig vrije markt.

## Libertarisme en de overheid
Veel libertariërs streven naar een minimale staat (een constitutionele republiek, het minarchisme of een nachtwakersstaat). Andere libertariërs streven naar het volledig afschaffen van de staat (anarchokapitalisme). Minarchisten willen dat de overheid zich alleen bezighoudt met politie, rechtspraak en leger. De betaling voor die diensten dient vrijwillig te gebeuren en niet door middel van belastingen. In het geval van politie en rechtspraak zou betaald moeten worden voor de levering van specifieke diensten, al dan niet door middel van een verzekering. Het leger is moeilijker te financieren, omdat dat een collectief goed is, maar het idee is dat het toch zou kunnen worden betaald door donaties of doordat men sociale druk (of boycot-acties) gebruikt om iedereen over te halen zijn steentje bij te dragen.

## Ouderlijk gezag en plichten
Er zijn binnen het libertarisme over de morele rechten en plichten van de ouder jegens hun kind twee hoofdposities: abortus en opvoedingspraktijken. Murray Rothbard is van mening dat het kind vanaf het moment van conceptie volledig 'zelfeigendom' heeft, als een onontwikkelde zygote, terwijl de ouders geen enkele plicht hebben jegens het kind. Het andere standpunt over ouderschap stelt dat de ouders eigenaar zijn van het kind, maar een impliciete verbintenis van ouderlijke zorgplicht jegens het kind hebben dat een aantal opvoedingstaken vereist, waarbij het kind in toenemende mate volledig zelfeigenaarschap zal krijgen. Deze taken omvatten het opvoeden van het kind tot volwassenheid, waarbij het kind de hoedanigheid van moreel handelingsbekwaam zal hebben en zelfeigenaarschap zal claimen. Dit zou natuurlijk impliceren dat het kind in goede gezondheid zal worden opgevoed, zonder mentale schade, de volledige capaciteit heeft tot rede, door middel van een programma van onderwijs, gezondheidszorg en een opvoeding, vrij van te veel ouderlijke dwang, en leerplicht en mogelijk met unschooling (onderwijsvorm waarbij het leerproces wordt gestuurd door wat kinderen zelf willen leren).

## Relatie tot het liberalisme
Libertariërs beschrijven zichzelf nogal eens als de ware erfgenamen van het klassiek liberalisme. De Amerikaanse politicoloog Spragens brengt hier tegenin dat voor de klassieke liberalen vrijheid juist niet het hoogste goed was: voor Mill en Condorcet was het de rede, voor Madison de gerechtigheid, voor Smith het algemeen belang. De abstracte en simplistische vrijheid van de libertariërs is volgens Spragens dus een verstoring van het liberale gedachtegoed. De libertarische vrijheid van beletsel, betoogt hij, is dezelfde destructieve vrijheid die Hobbes voor ogen had toen hij pleitte voor een autoritaire staat. Zulke vrijheid kan alleen bestaan in een relatie van totale overheersing van de ene mens door de andere (maar natuurlijk niet voor beide partijen in zo'n relatie).

## Organisaties in Nederland en België die zich als libertarisch beschouwen
Politieke partijen:
- Libertaire Partij (Nederland) - lid van International Alliance of Libertarian Parties (IALP) (en)
- LDD (België) - geen nationaal platform, enkel nog gemeentelijk actief.
- VolksLiga (België, Nederlandstalig) - lid van International Alliance of Libertarian Parties (IALP) (en)
- Parti Libertarien Belge - (België, Franstalig) - lid van International Alliance of Libertarian Parties (IALP) (en)

Bewegingen:
- Front Populaire - (Frankrijk) - Libertaire Revue (en)

Studenten:
- LIJP (Liberaal Jongeren Platform) (Nederland) - opgedoekt in 2017.
- Liberaal Vlaams Studentenverbond (België)
- Jonge Libertariërs (Nederland)

Verenigingen en denktanks:
- Frédéric Bastiat Stichting (Nederland)
- Ludwig von Mises Instituut Nederland (Nederland)
- Stichting MeerVrijheid (Nederland)
- Libera! (België)
- Murray Rothbard Instituut (België)